# Tivoli Terme
Pour les articles homonymes, voir Bagni.
Tivoli Terme, parfois appelé Bagni di Tivoli, est une frazione de la commune de Tivoli dans la province de Rome de la région du Latium en Italie. Cette ville, située dans l'Agro Romano est connue depuis l'Antiquité romaine pour les activités de thermalisme des Acque Albule.

## Géographie
Tivoli Terme est située à 6 kilomètres à l'ouest de Tivoli dans la plaine de l'Agro Romano en contrebas des monts Tiburtins. Elle est localisée depuis l'Antiquité sur la via Tiburtina après Villa Adriana et Ponte Lucano, en direction de Rome qui se trouve à 21 km. C'est la frazione la plus éloignée du centre-ville, séparée par celles de Villanova et Villalba rattachées à la commune de Guidonia Montecelio. Cette large zone est exploitée depuis plus de deux millénaires pour ses célèbres carrières de travertin.

## Économie

### Thermalisme

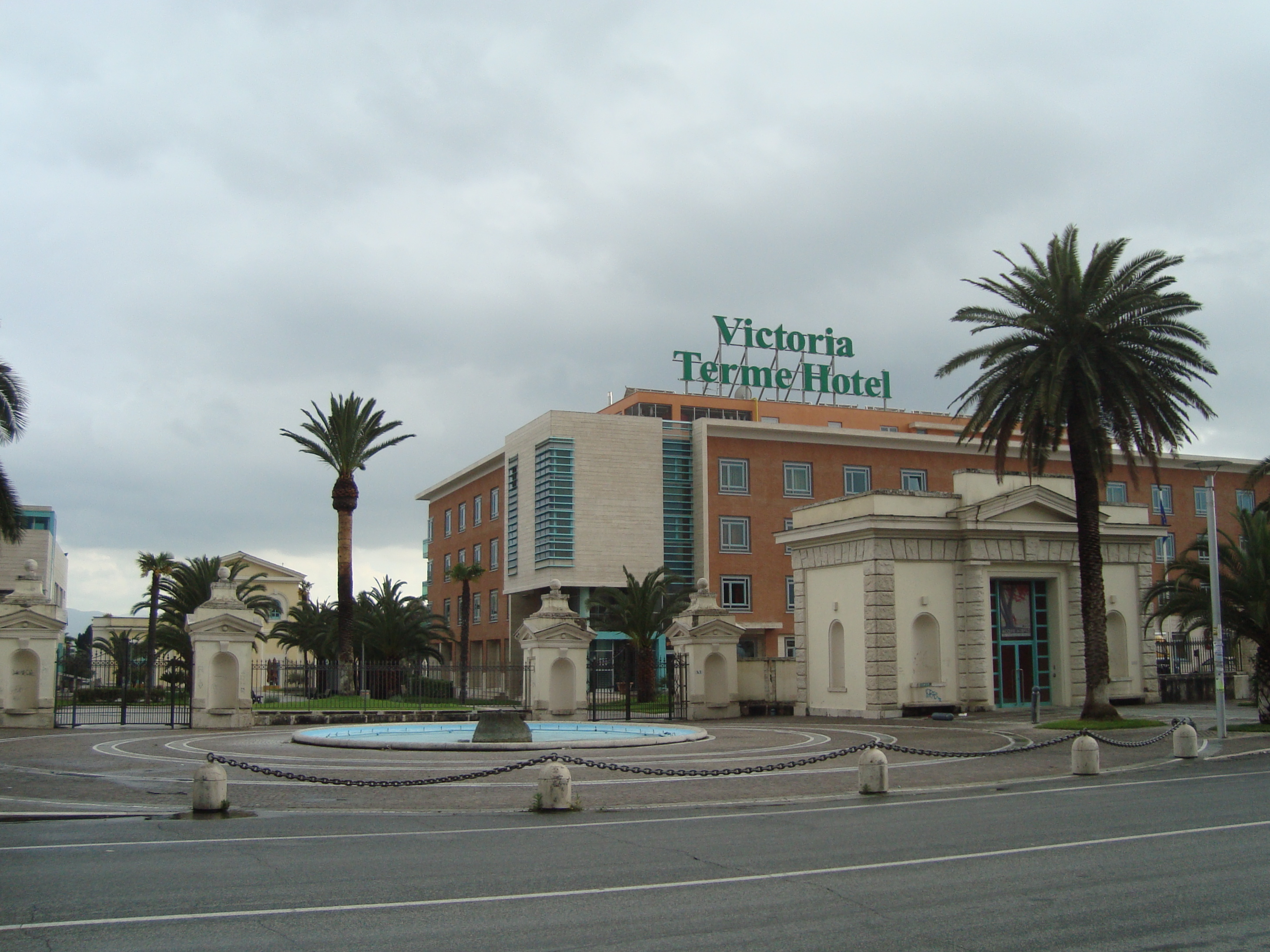
Le complexe thermal de Tivoli.

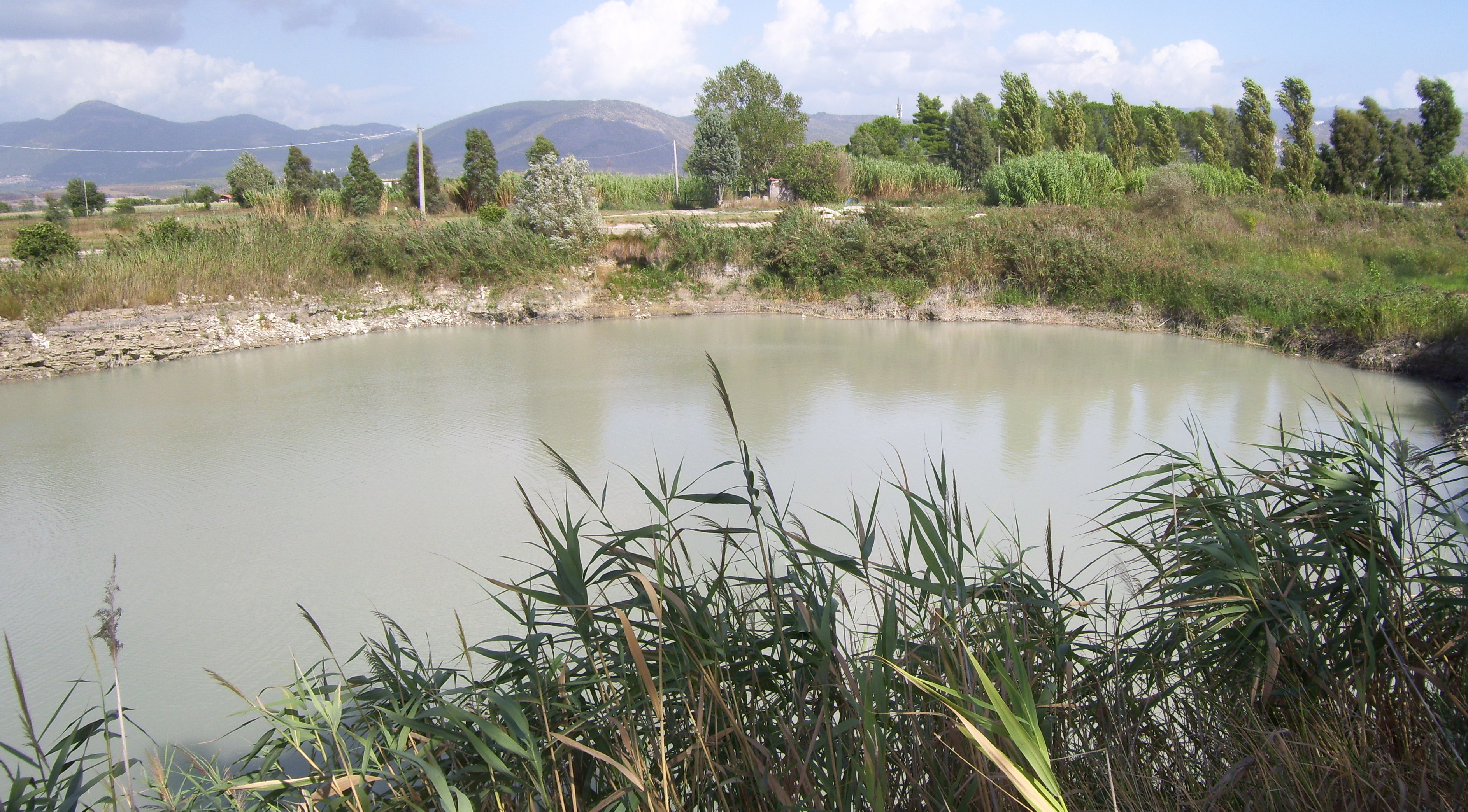
Le lago della Regina, l'une des deux sources d'eau thermale.

Cette fraction de la ville est depuis l'Antiquité connue pour ses eaux thermales riches en sulfure d'hydrogène, dioxyde de carbone, et azote dissous surgissant à une température constante de 23 °C et l'activité de thermalisme qui y sont associées. Pline l'Ancien et le géographe Strabon en font les premières mentions sous le nom de Aquae Albulae Sanctissimae (en latin : les sanctissimes eaux blanches). L'empereur Auguste y établit au début du Ier siècle la première station thermale connue sous le nom de bains d'Agrippa près du lago della Regina.
Après la chute de l'empire romain, les thermes sont désaffectés jusqu'à la Renaissance italienne et le renouveau de la ville sous l'impulsion du cardinal Hippolyte d'Este qui fait construire un canal pour collecter les eaux et revitalise le thermalisme. C'est le 19 mars 1863 que le pape Pie IX donne par décret à la commune de Tivoli le droit d'assurer à perpétuité l'exploitation thermale. Tivoli Terme vit une expansion avec l'ouverture de la ligne de tramway-chemin de fer la reliant à Rome en 1879 et l'acquisition quelques années plus tard des thermes par la compagnie ferroviaire belge, qui assure l'exploitation et y ouvre une gare, à des fins commerciales. Avec l'arrivée au pouvoir de Benito Mussolini, la société des Acque Albule est constituée en 1928 sous le contrôle intégral de la ville de Tivoli qui en garde la gestion jusqu'en 2008 avec une privatisation de 60 % du capital au profit du groupe Fincres S.p.A.
Au tournant du XXIe siècle, la Società delle Acque Albule réalise un important plan de développement avec la modernisation de ses infrastructures et l'augmentation de ses capacités d'accueil. Les sources situées près des lacs Regina et Colonnelle au nord de la via Tiburtina ont actuellement un débit de 3 000 litres à la seconde et remplissent des piscines historiques et récentes de 6 500 m2 de surface totale. Elle change également de nom et devient Le Terme di Roma. Depuis 2001, en raison de Tivoli Terme, la ville de Tivoli est jumelée à la commune de Saint-Amand-les-Eaux en France.

### Exploitation du travertin

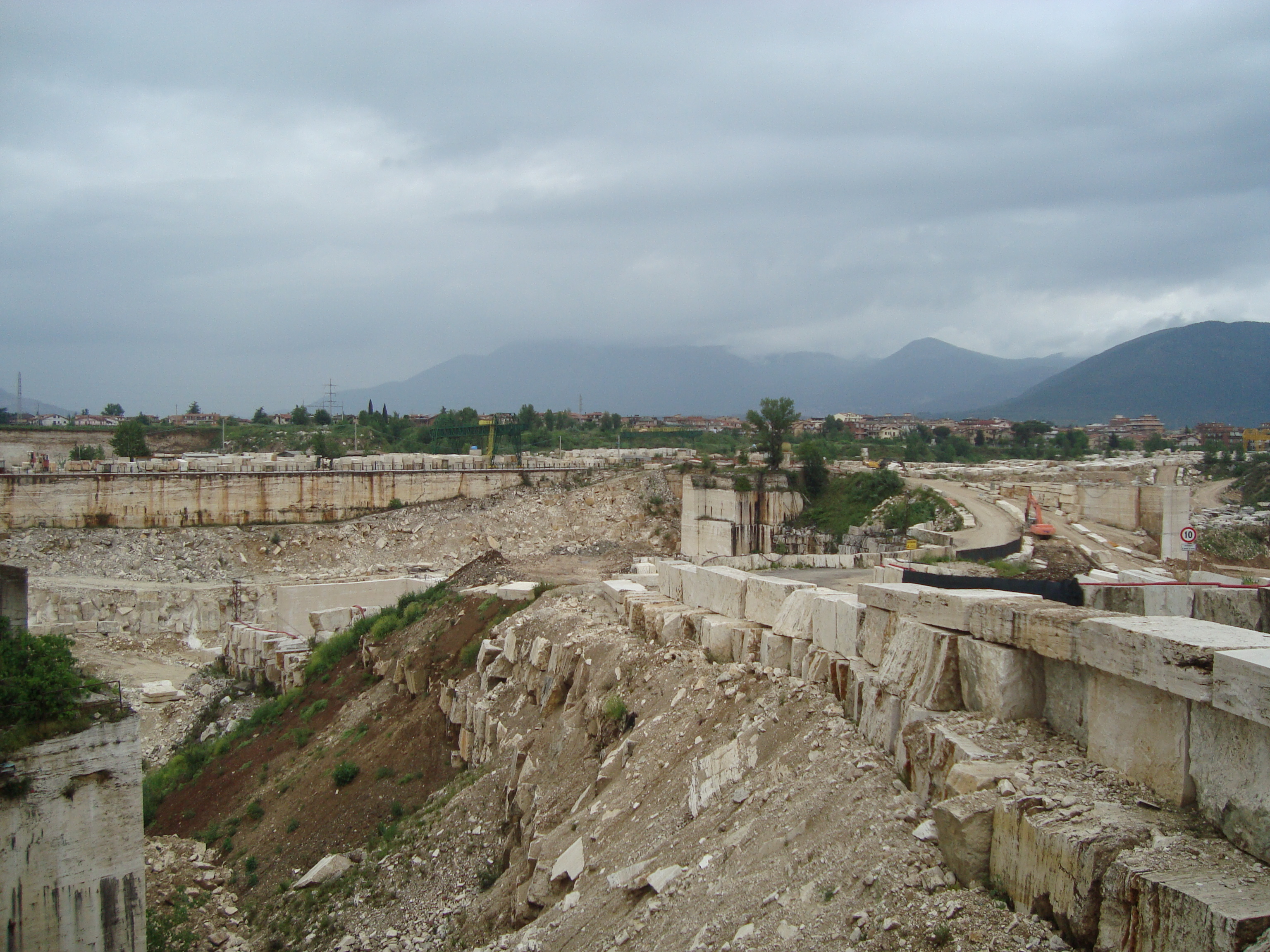
Les carrières de travertin au niveau de Villalba.

La zone de Tivoli Terme est un lieu bimillénaire d'exploitation du travertin qui fut tout d'abord utilisé par les Romains, puis pour la construction des palais Renaissance de Rome. Cette activité est toujours en place de nos jours avec de nombreuses petites et moyennes entreprises situées le long de la via Tiburtina qui exploitent les carrières. Parmi celles-ci, l'entreprise Mariotti Carlo & Figli S.p.A. produit depuis 1895 un travertin de très haute qualité exporté dans le monde entier pour la réalisation de projets architecturaux prestigieux tels que notamment le Lincoln Center (l'Avery Fisher Hall par Max Abramovitz et le Metropolitan Opera House par Wallace K. Harrison) à New York, le Getty Center à Los Angeles par l'architecte Richard Meier, le One Shell Plaza à Houston, ou plus récemment le siège de la banque de Chine à Pékin par Ieoh Ming Pei, l'Enterprise Center Tower 1 à Manille ou la rénovation de la piazza di Spagna à Rome.

## Patrimoine et monuments
L'église Santa Sinforosa datant du XVIIe siècle est dédiée à la martyre tiburtine du IIe siècle veuve de Getulius. Elle est, selon le martyrologe romain, exécutée avec ses sept fils (Crescente, Giuliano, Nemesio, Primitivo, Giustino, Statteo et Eugenio) de manière incroyablement violente vers 138 par l'empereur Hadrien qui voulait ainsi honorer par ces sacrifices le temple d'Hercule de Tibur. Les hagiologistes modernes questionnent cependant l'ensemble de ces évènements. Leurs ossements auraient été inhumés au lieu de l'actuelle église par les premiers chrétiens puis transférés au château Saint-Ange par le pape Étienne II en 752. En 1610 des fouilles sur le site mirent au jour les restes d'une basilique paléochrétienne et un sarcophage portant une inscription relative à Sinforosa et ses fils. L'église actuelle est alors construite et la sainte, devenue patronne de la ville de Tivoli avec Lorenzo, célébrée depuis par le diocèse de Tivoli tous les 18 juillet.
L'important complexe de thermes de Tivoli a été ouvert au XIXe siècle et totalement rénové depuis les années 1990 générant une activité économique substantielle pour la commune.

## Transports

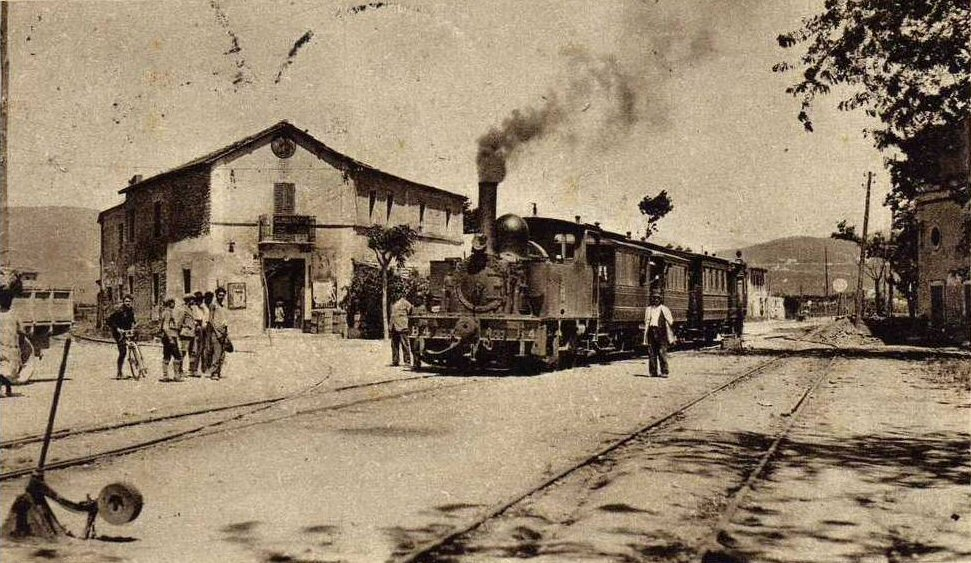
Depuis la fin du XIXe siècle, la gare de Bagni di Tivoli permet la venue des curistes romains.

Tivoli Terme possède une station ferroviaire propre, la gare de Bagni di Tivoli, indépendante de la gare de Tivoli-Centrale. Elle est située sur la ligne Rome-Sulmona-Pescara et est desservie par la ligne régionale FL2 reliant Rome à Tivoli.
La frazione est aussi accessible par l'autoroute A24 reliant Rome-L'Aquila-Teramo à la sortie Tivoli ainsi que par l'autoroute A1 à sa jonction avec l'A24 à la sortie Casello di Tivoli. Tivoli Terme est également accessible depuis Rome par la via Tiburtina.